# Río Oitavén
El río Oitavén es un río del noroeste de la península ibérica que discurre por la provincia de Pontevedra, Galicia, España. Tras confluir con el río Verdugo, desemboca en la ría de Vigo.

## Nacimiento
El río Oitavén nace en la confluencia de las aguas del río Xesta y las del regato de las Ermitas. Ambos cauces se unen entre las aldeas de Rañas y Carballal, pertenecientes al ayuntamiento de La Lama. Es a partir de este punto, a 360 m de altura, desde donde realmente discurre el río Oitavén, presentando desde este lugar una longitud de 19,3 km hasta su desembocadura.
A pesar de la mencionada denominación oficial es habitual incluir el cauce del Xesta al dar datos referidos al Oitavén. En tal caso el nacimiento se sitúa en Piedra de Letra, a 952 m de altura, en la Sierra del Suído y la longitud total alcanza los 34 km.

## Recorrido
El río Oitavén desarrolla un recorrido muy encajado, de valles en forma de V, de 32 km hasta su desembocadura en la orilla derecha del río Verdugo, en Ponte da Barca, en el municipio de Sotomayor. Atraviesa los municipios de La Lama, Puentecaldelas, Fornelos de Montes, sirviendo de límite entre estos dos últimos municipios, y finalmente en Sotomayor.
La importancia hídrica del río Oitavén estriba en su superior caudal de 10,5 m³/s, frente al río Verdugo, que en su desembocadura afora 17 m³/s, de manera que se puede hablar del sistema Verdugo -Oitavén, su curso común es de 7 km.

## Afluentes y cuenca
La cuenca del río Oitavén es disimétrica, por tener próxima, en su lado derecho, la del Verdugo, de manera que sus afluentes principales los recibe por la orilla izquierda: el río Xesta, el Ventín y el Barragán.
El tamaño total de la cuenca del río Oitavén es de 177 km², el sistema conjunto con el Verdugo es de 323 km².

## Aprovechamiento
En el tramo medio-alto, en los límites de los municipios de Puentecaldelas y Fornelos de Montes, se sitúa el embalse de Eiras, que abastece de agua a la ciudad de Vigo y parte de su comarca.

## Régimen hidrográfico
El río Oitavén es un río de régimen pluvial. Las precipitaciones medias de la cuenca alcanzan los 1884 mm anuales de media, pero en el tramo superior se sitúa entre los 2000 y los 2500 mm.